# Subansiri
Subansiri és un gran riu d'Arunachal Pradesh que és un dels principals que forma el Brahmaputra. Des del seu naixement a les muntanyes de l'Himàlaia al Tibet corre en direcció est-sud-est. Passa per les muntanyes Miri i gira al sud cap a Lakhimpur a Assam fins a arribar al Brahmaputra. El riu és força ample, però es pot creuar per diversos ferris. Dona nom a dos districtes d'Arunachal Pradesh, Upper i Lower Subansiri.